# Pas devant les gens
 (janvier 2025).
Pas devant les gens est un roman d'Emmanuelle Pagano publié en février 2004 aux éditions de la Martinière.

## Édition
- Pas devant les gens, éditions de la Martinière, 2004, 110 p.  (ISBN 9782846751070)